# Sillón Eames Lounge

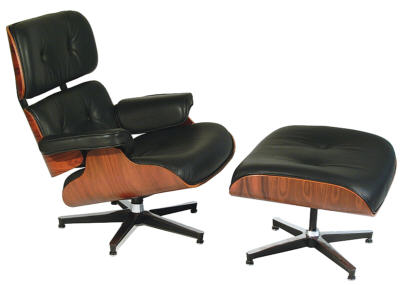
Sillón Eames Lounge y otomana.

El Sillón Eames Lounge y su Otomana (reposapiés), cuyas denominaciones exactas son respectivamente Eames Lounge Chair (670) y Ottoman (671), han sido comercializados desde 1956, después de un trabajo de desarrollo de los diseñadores Charles y Ray Eames para el fabricante de muebles Herman Miller.
Este sillón fue el primer objeto diseñado por la pareja Eames destinado a la comercialización a gran escala. Y forma parte de objetos de diseño industrial que han sido concebidos por la pareja Eames, con el objetivo de que «tengan el aspecto calido y atractivo de un guante de béisbol usado en primera base».
Se puede ver un ejemplar del sillón Eames Lounge en la colección permanente del MoMA de Nueva York.
Hoy, el Eames Lounge Chair se continúa fabricando a través de las empresas Vitra y Herman Miller.